# École supérieure polytechnique de Rhénanie-Westphalie

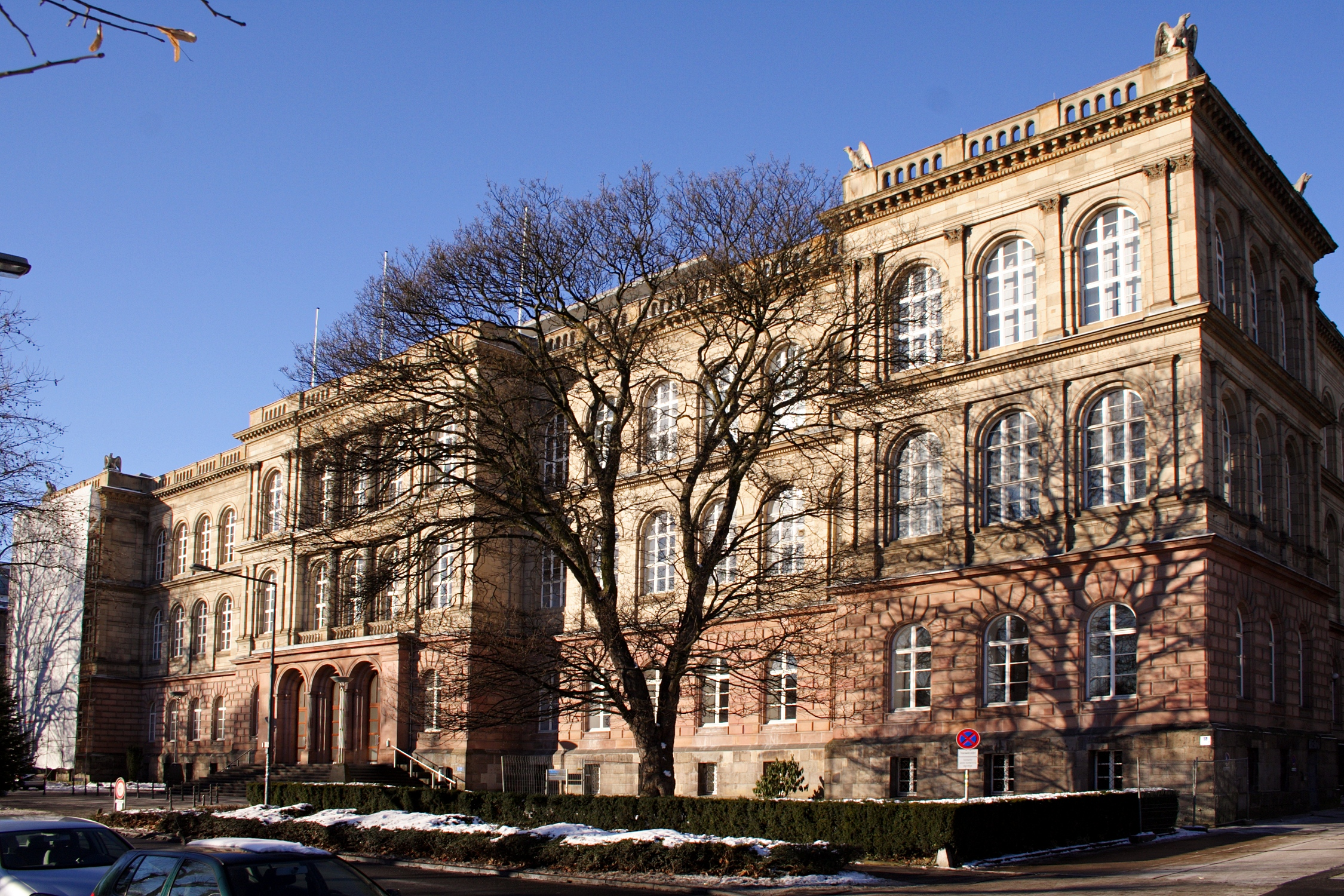
Édifice principal (Hauptgebäude) de la RWTH Aachen.

L'École supérieure polytechnique de Rhénanie-Westphalie,, ou bien Université technique de Rhénanie-Westphalie (en allemand : Rheinisch-Westfälische Technische Hochschule Aachen, abr. RWTH Aachen) est une université d'élite allemande, située à Aix-la-Chapelle, dans le Land de Rhénanie-du-Nord-Westphalie. Elle a été fondée en 1870 sous le nom École polytechnique royale de Rhénanie-Westphalie à Aix-la-Chapelle. En 2019 avec 45 628 étudiants elle est la plus grande université technique en Allemagne.
En 2011, l'université représentait le montant le plus élevé de fonds en provenance de tiers de toutes les universités allemandes, tant en termes absolus que relatifs, par membre du corps professoral. L'université RWTH Aachen a été choisie par la DFG (Deutsche Forschungsgemeinschaft) comme l'une des neuf universités allemandes labellisées « université d'excellence » lors de l'initiative d'excellence allemande pour les périodes 2007-2012, 2012-2018 et 2019-2026, et a en outre obtenu le financement d'une école doctorale et de trois pôles d'excellence.
L'université de Aix-la-Chapelle est un membre fondateur de la Ligue IDEA, une alliance stratégique de cinq grandes universités de technologie en Europe. L'université est également membre du réseau TU9, de la DFG et du réseau TIME (Top Industrial Managers for Europe).
En 2018, l'université a été classée 31e au classement mondial des universités dans le domaine de l'ingénierie et de la technologie, et 36e au monde dans la catégorie des sciences naturelles.

## Histoire

### Création
L’université est fondée en 1870 sous le nom de Königlich Rheinisch-Westphälische Polytechnische Schule zu Aachen, après l'échec de la création d'une université prussienne à Cologne. Sa création a été permise grâce à plusieurs personnalités aixoises, dont Friedrich von Kühlwetter, Friedrich Adolph Brüggemann (de), Johann Arnold Bischoff, Leopold Scheibler (de), Johann Friedrich Pastor et Friedrich Wilhelm Hasenclever, qui à partir de 1858 préconisent, planifient et soutiennent sa construction, qui débute le 15 mai 1865. L'école polytechnique obtient en 1870, en plus d'une prime de l'état, un fonds de garantie de 1,3 million de marks-or, une subvention de construction supplémentaire d’un million de marks-or, ainsi qu'une subvention annuelle de 10 000 thalers. Ces fonds proviennent de la moitié des gains de la Aachener und Münchener Feuerversicherungsgesellschaft, aujourd'hui les compagnies d'assurance AachenMünchener (de) et AMB Generali, gains qui, selon les instructions de David Hansemann, devaient être utilisés dans des buts scolaires et sociaux. Aux débuts de l'école polytechnique, 32 enseignants donnent des cours à 223 étudiants dans le bâtiment principal (Hauptgebäude).
En 1880, l'école polytechnique, dirigée jusque-là par un directeur, devient une université technique avec un rectorat. En 1899 Guillaume II autorise les écoles polytechniques prussiennes à délivrer le titre de docteur en ingénierie (Dr.-Ing.), droit que seules les universités possédaient jusqu'alors. Il s'agit d'une étape importante pour l’émancipation des écoles polytechniques par rapport aux universités traditionnelles.

### Entre-deux-guerres
La Première Guerre mondiale est un coup dur pour l'école. Les locaux de l'école sont occupés par les troupes alliées, qui utilisent le bâtiment principal comme caserne. Cette période ne dure pas et à partir de 1919, les cours reprennent. Après les difficultés du conflit, la période de 1922 à 1932 est faste. Les quatre premières facultés sont créées, le nombre d'étudiants dépasse son niveau d'avant-guerre et de nouveaux bâtiments sont construits.
Pendant l'époque du nazisme, la liberté d'enseignement et de recherche est restreinte et un filtre est imposé sur les admissions, forçant beaucoup d'étudiants à quitter l'école. Pendant la Seconde Guerre mondiale, elle est fermée pendant plus d’un an car elle est proche de la frontière avec la Belgique et les Pays-Bas.

### De l'après-guerre à aujourd'hui
Après la guerre, l’expansion reprend. De nouvelles facultés non-techniques sont ouvertes, celle de philosophie en 1965 et celle de médecine en 1966. C'est ainsi que l'école polytechnique devient véritablement une université. Alors que d'autres grandes écoles techniques (Technische Hochschule, TH) changent leurs noms en universités techniques (Technische Universität, TU), la Rheinisch-Westfälische Technische Hochschule Aachen a consciemment choisi de garder sa dénomination de grande école technique afin d'honorer ses origines.
En 1995, un scandale éclate quand on découvre que le directeur professeur docteur Hans Schwerte est en réalité Hans Ernst Schneider, un ancien commandant SS. Pourtant Schwerte/Schneider, qui fut directeur de la RWTH de 1970 à 1973, avait la réputation d’être un libéral. Tous ses privilèges et titres sont alors révoqués,.

### Historique des directeurs et recteurs

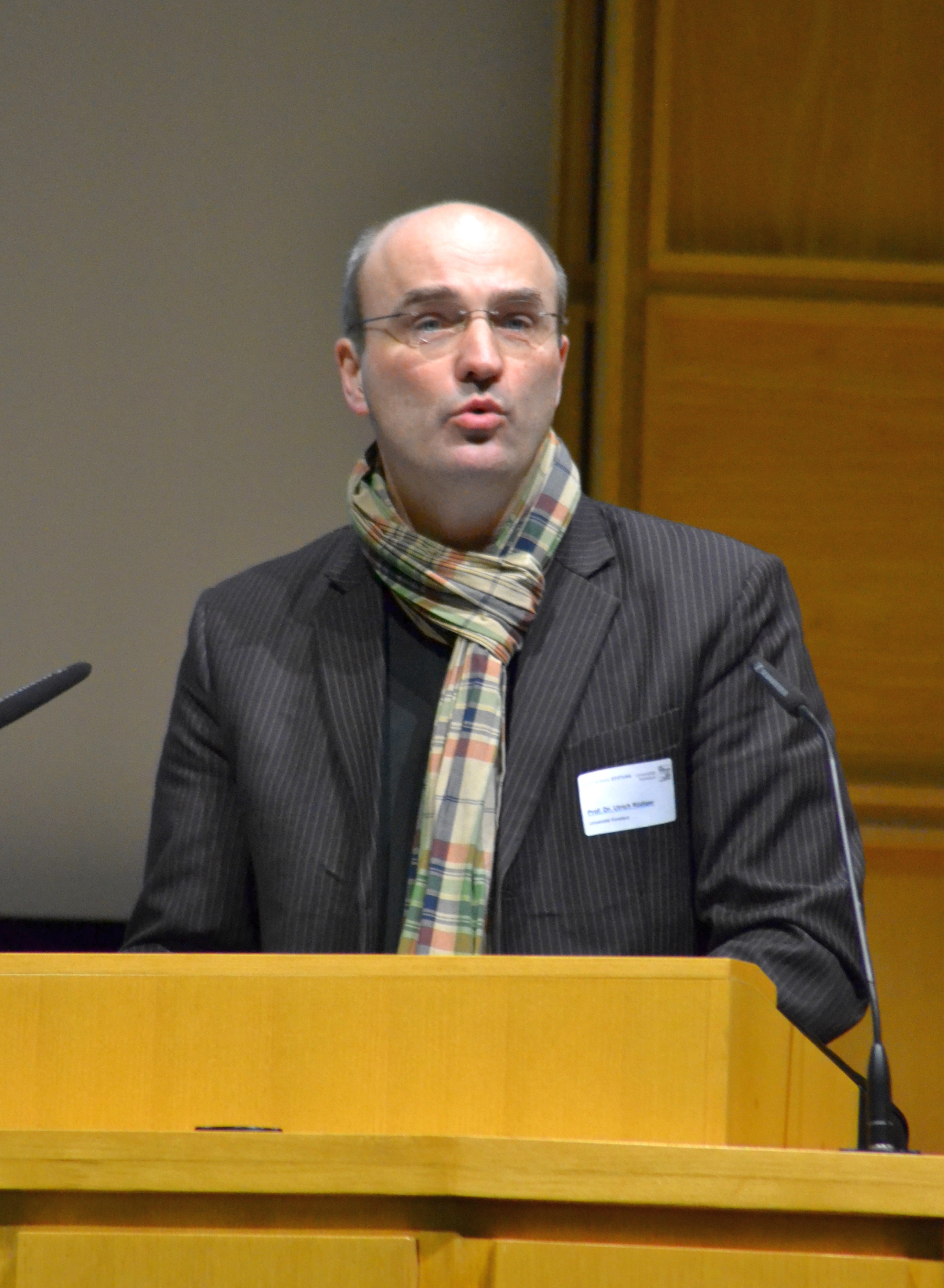
Ulrich Rüdiger.

Le recteur actuel de la RWTH est Ulrich Rüdiger, qui y a étudié la physique et reçu le titre de docteur en 1997. Il est le 45e à être recteur de l'université.
| - 1869-1880 : August von Kaven (de) - 1880-1883 : Adolf von Gizycki (de) - 1883-1886 : Adolf Wüllner (de) - 1886-1889 : Ernst Friedrich Dürre (de) - 1889-1892 : Gustav Friedrich Herrmann (de) - 1892-1895 : Friedrich Heinzerling (de) - 1895-1898 : Otto Intze - 1898-1901 : Hans von Mangoldt - 1901-1904 : Ludwig Bräuler (de) - 1904-1909 : Wilhelm Borchers (de) - 1909-1911 : August Hertwig (de) - 1911-1913 : August Hirsch (de) - 1913-1915 : Adolf Wallichs (de) - 1915-1917 : August Hertwig - 1917-1919 : Friedrich Klockmann (de) - 1919-1920 : Adolf Wallichs - 1920-1922 : Paul Gast (de) | - 1922-1924 : August Schwemann - 1924-1926 : Hermann Bonin - 1926-1928 : Robert Hans Wentzel - 1928-1930 : Hubert Hoff - 1930-1932 : Felix Rötscher - 1932-1934 : Paul Röntgen - 1934-1938 : Otto Gruber - 1938-1940 : Alfred Buntru - 1941-1945 : Hans Ehrenberg - 1945-1948 : Paul Röntgen - 1948-1950 : Wilhelm Müller - 1950-1952 : Wilhelm Fucks - 1952-1954 : Robert Schwarz - 1954-1956 : Eugen Flegler - 1956-1958 : Rudolf Jung - 1958-1959 : Herwart Opitz - 1959-1961 : Helmut Winterhager | - 1961-1963 : Martin Schmeißer - 1963-1965 : Volker Aschoff - 1965-1967 : Erich Kühn - 1967-1969 : Herwart Opitz - 1969-1970 : Helmut Faissner - 1970-1973 : Hans Ernst Schneider - 1973-1977 : Bernhard Sann - 1977-1980 : Ottmar Knacke - 1980-1984 : Günter Urban - 1984-1987 : Hans-Dieter Ohlenbusch - 1987-1997 : Klaus Habetha - 1997-1999 : Roland Walter - 1999-2008 : Burkhard Rauhut - 2008-2018 : Ernst Schmachtenberg - 2018 : Ulrich Rüdiger |

## Campus
Cette université n’a pas de campus au sens propre, mais ses immeubles sont répartis dans la ville. Elle possède trois centres principaux, celui du centre-ville, celui du quartier de Hörn et celui du quartier de Melaten. Quelques laboratoires sont aussi présents dans le quartier de Burtscheid.

### Centre-ville

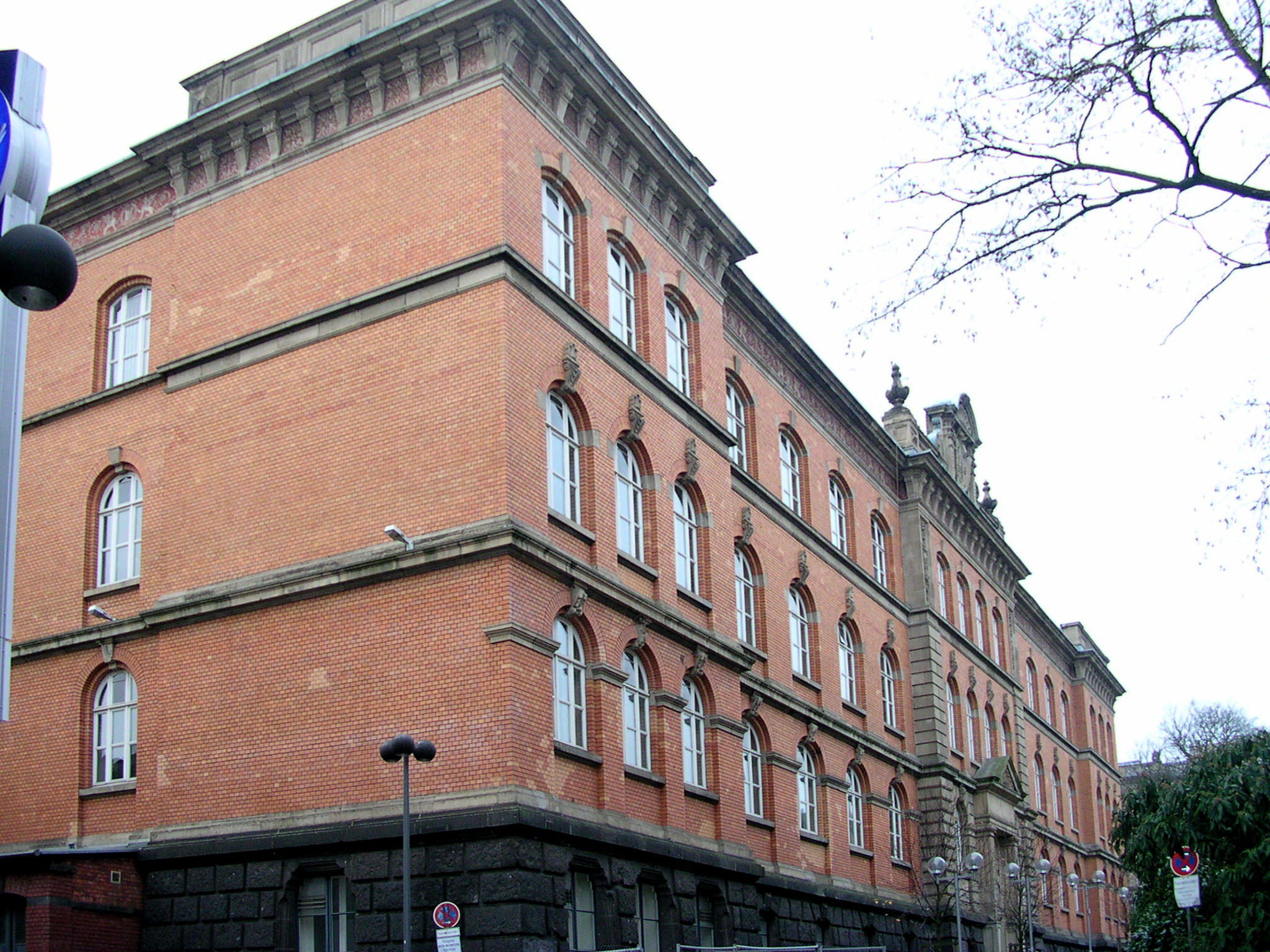
Institut d'anglistique, et romanistique, en centre-ville.

La plupart des bâtiments de l'université se situe au nord-ouest d'Aix-la-Chapelle, entre le centre-ville et la gare de l'ouest de la ville.
Le bâtiment principal et le hall Kármán se trouvent à 500 m de la cathédrale, l’Audimax (le plus grand site de salles de conférences) et la plus grande cafétéria se trouvent 200 m plus loin. On y retrouve aussi le centre de services SuperC, contenant le secrétariat étudiant et le service central des examens. La quasi-totalité des bâtiments de l'administration se trouve dans ce campus central, ainsi que les décanats de quelques facultés comme celles de génie mécanique, d'électrotechnique et de sciences économiques.
Beaucoup d'instituts et de laboratoires y sont également implantés : mathématiques, chimie, combustion technique, sciences des matériaux, mines, Hüttenkunde, matières premières, plasturgie, ingénierie et technologie spatiale, histoire du génie civil, géographie, économie et géographie, histoire de l'économie et de la société, sociologie, communication et linguistique, sciences de l'éducation, germanistique, anglistique, romanistique, philosophie, architecture et histoire de l'art ainsi que, partiellement, les sciences économiques, l'électrotechnique et la métallurgie.

### Hörn, Melaten, Burtscheid

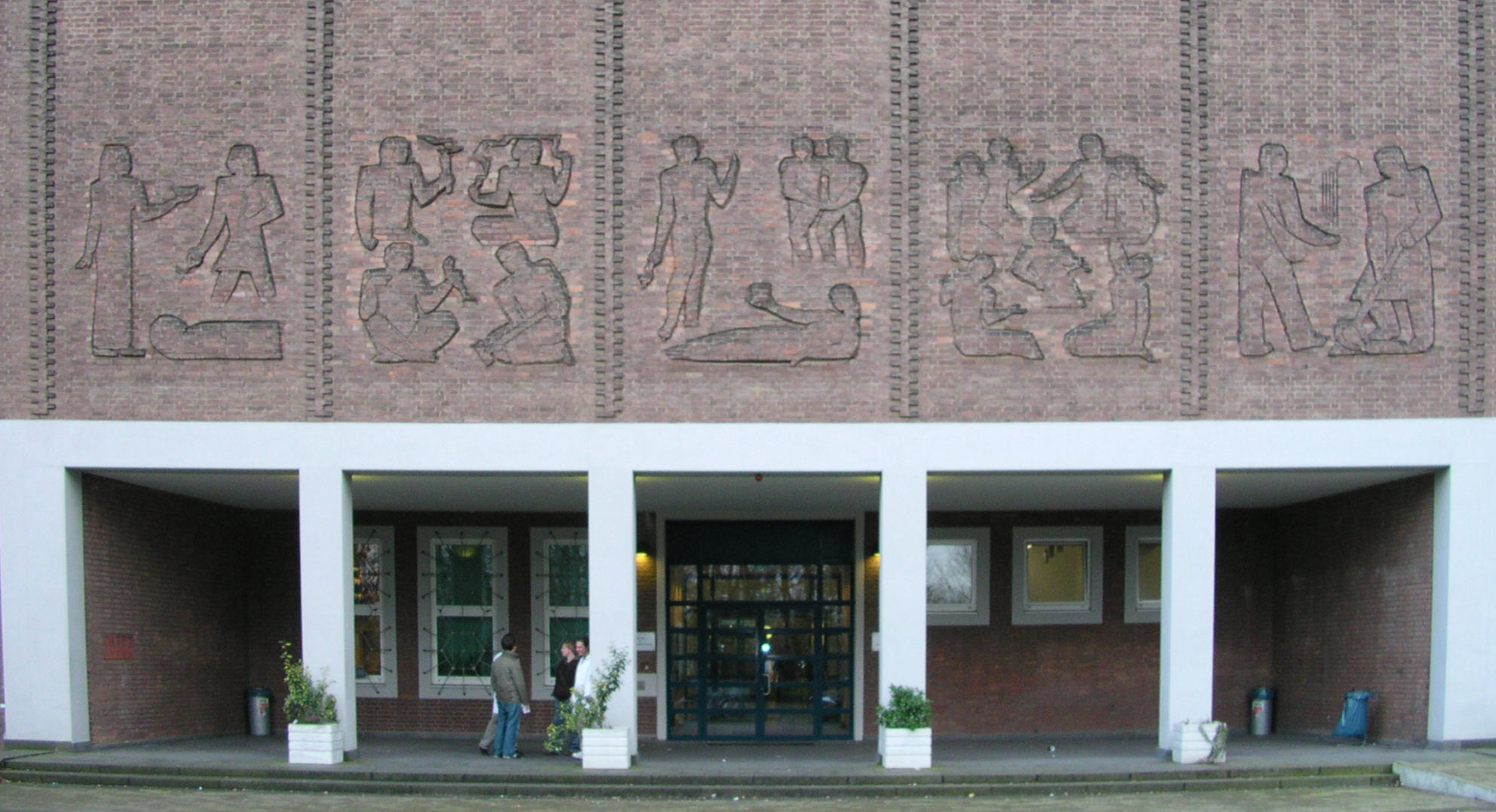
Façade du laboratoire de chimie inorganique et organique.

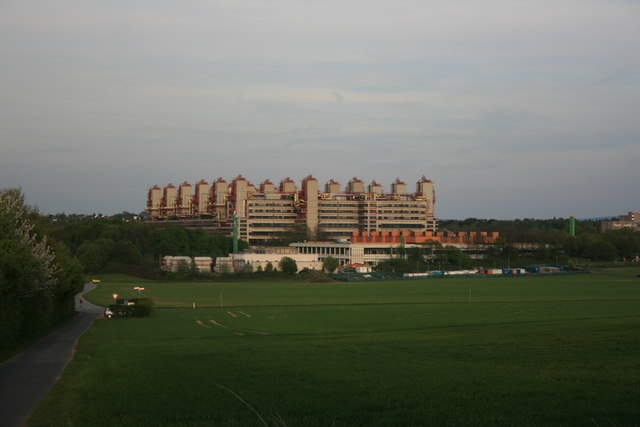
Klinikum, centre hospitalier universitaire de la RWTH.

La deuxième partie de l'université se trouve sur le campus ouest, entre la gare de l'ouest et le quartier de Hörn, contenant les laboratoires d'informatique, histoire, sciences politiques et génie civil, ainsi que, partiellement, la biologie, l'électrotechnique, les sciences économiques et la métallurgie. Cette partie du campus est en cours d'élargissement jusqu'en 2020.
Dans le campus Melaten se trouvent des laboratoires de physique, chimie, électrotechnique, biologie ainsi que l'institut pour les véhicules motorisés et l'institut de textile technique. Le centre hospitalier universitaire et la faculté de médecine se trouvent dans le voisinage direct du campus Melaten. Des travaux d'élargissement sont en cours au nord du campus, dans le quartier de Seffent, depuis 2010.
Les laboratoires de psychologie, acoustique technique, cristallographie et Stromrichtertechnik und elektrische Antriebe se situent dans le quartier de Burtscheid, au sud de la ville, près de la gare principale. Quelques bureaux sont hébergés près du théâtre d'Aix-la-Chapelle et de l'antenne de l'école de musique et de danse de Cologne.

### Extension
Un campus scientifique est prévu à la jonction des quartiers Seffent et Melaten, s'étendant sur 270 000 m2. Il devrait accueillir des laboratoires de recherche de l'université ainsi que des entreprises. La cérémonie d'inauguration des travaux a eu lieu le 18 février 2010. Le coût de la construction est estimé à 750 millions d'euros jusqu'en 2015. La société RWTH Aachen Campus GmbH, dont la RWTH possède 95 % des parts et la ville d'Aix-la-Chapelle 5 %, a été créée afin de contrôler la construction du campus et, par la suite, d'en assurer la gestion.

### Implantations externes
La RWTH a des implantations externes à Juliers, dans le centre de recherche de Jülich, et possède en commun avec l’université de Stuttgart une grande maison à Kleinwalsertal dans les Alpes autrichiennes.

## Recherche
L'université comporte 260 professorats et laboratoires ainsi que 170 domaines de recherche et d'enseignement. Environ 7 000 employés y travaillent : 450 professeurs, 2 300 chercheurs et 1 900 non-scientifiques, sept cents apprentis et stagiaires ainsi que plus de 2 000 employés financés par d'autres organismes, faisant de la RWTH le plus gros employeur de la région d’Aix-la-Chapelle.

### Facultés
L'université est composée de neuf facultés :
1. mathématiques, informatique et sciences naturelles : départements de mathématiques, informatique, physique, chimie et biologie ;
2. architecture ;
3. génie civil ;
4. génie mécanique ;
5. géoressources et techniques des matériaux : départements de matière première et recyclage, métallurgie et techniques des matériaux, sciences de la Terre et géographie ;
6. électrotechnique et technologies de l'information et de la communication ;
7. philosophie ;
8. sciences économiques ;
9. médecine.

La faculté de pédagogie (9) a cessé d'exister en 1989 ; depuis, c'est la faculté de philosophie qui assure principalement la formation des professeurs des écoles et lycées.

### Forums
Les forums interdisciplinaires ont été créés dans les années 1980 afin de promouvoir les échanges et les coopérations entre les facultés. Il existe six forums : informatique, sciences et techniques des matériaux, environnement, mobilité et trafic, sciences de la vie et technique et société.
| Faculté                              | 1 | 2 | 3 | 4 | 5 | 6 | 7 | 8 | 10 |
| ------------------------------------ | - | - | - | - | - | - | - | - | -- |
| Informatique                         |   |   |   |   |   |   |   |   |    |
| Sciences et techniques des matériaux |   |   |   |   |   |   |   |   |    |
| Environnement                        |   |   |   |   |   |   |   |   |    |
| Mobilité et trafic                   |   |   |   |   |   |   |   |   |    |
| Sciences de la vie                   |   |   |   |   |   |   |   |   |    |
| Technique et société                 |   |   |   |   |   |   |   |   |    |

### Initiative d'excellence allemande
Dans le cadre de l'initiative d'excellence allemande, trois clusters d'excellence et une école d'enseignement supérieur ont été créés :
- cluster Integrative Production Technology for High-Wage Countries (Integrative Produktionstechnik für Hochlohnländer)[18] ;
- cluster Ultra High-Speed Mobile Information and Communication (UMIC)[19];
- cluster Tailor-Made Fuels from Biomass (Maßgeschneiderte Kraftstoffe aus Biomasse)[20] ;
- école Aachen Institute for Advanced Study in Computational Engineering Science[21].

D'autre part, un partenariat a été créé en 2007 avec le centre de recherche de Jülich : JARA (Jülich Aachen Research Alliance). Le programme de ce partenariat s'articule autour de quatre thématiques :
- les pathologies psychologiques et neurologiques (JARA-BRAIN) ;
- les technologies de l'information du futur (JARA-FIT, Fundamentals of Future Information Technology) ;
- les simulations sur ordinateurs à haute performance (JARA-HPC, High-Performance Computing) ;
- les énergies renouvelables (JARA-ENERGY).

### Laboratoires associés
Les laboratoires associés sont des laboratoires de recherche externes qui collaborent étroitement avec la RWTH. Plusieurs professeurs de l'université dirigent également en partie ces laboratoires.
- ACCESS – Access e.V. Materials + Processes
- DWI – Deutsches Wollforschungsinstitut an der RWTH Aachen e.V.
- FGH – Forschungsgemeinschaft für Elektrische Anlagen und Stromwirtschaft e.V.
- FIR – Forschungsinstitut für Rationalisierung an der RWTH Aachen e. V.
- FiW – Forschungsinstitut für Wasser- und Abfallwirtschaft an der RWTH Aachen e. V.
- gaiac – Forschungsinstitut für Ökosystemanalyse und Bewertung e.V.
- IfU – Institut für Unternehmenskybernetik e.V.
- IIF – Institut für Industriekommunikation und Fachmedien
- IKV – Institut für Kunststoffverarbeitung in Industrie u. Handwerk an der RWTH Aachen e. V.
- IPAK – Institut für Prozess- und Anwendungstechnik Keramik an der RWTH Aachen
- PIA – Prüf- und Entwicklungsinstitut für Abwassertechnik an der RWTH Aachen e. V.
- WZLforum an der RWTH Aachen (gGmbH)
- OWI - Oel-Wärme-Institut gGbmH

### Laboratoires Fraunhofer

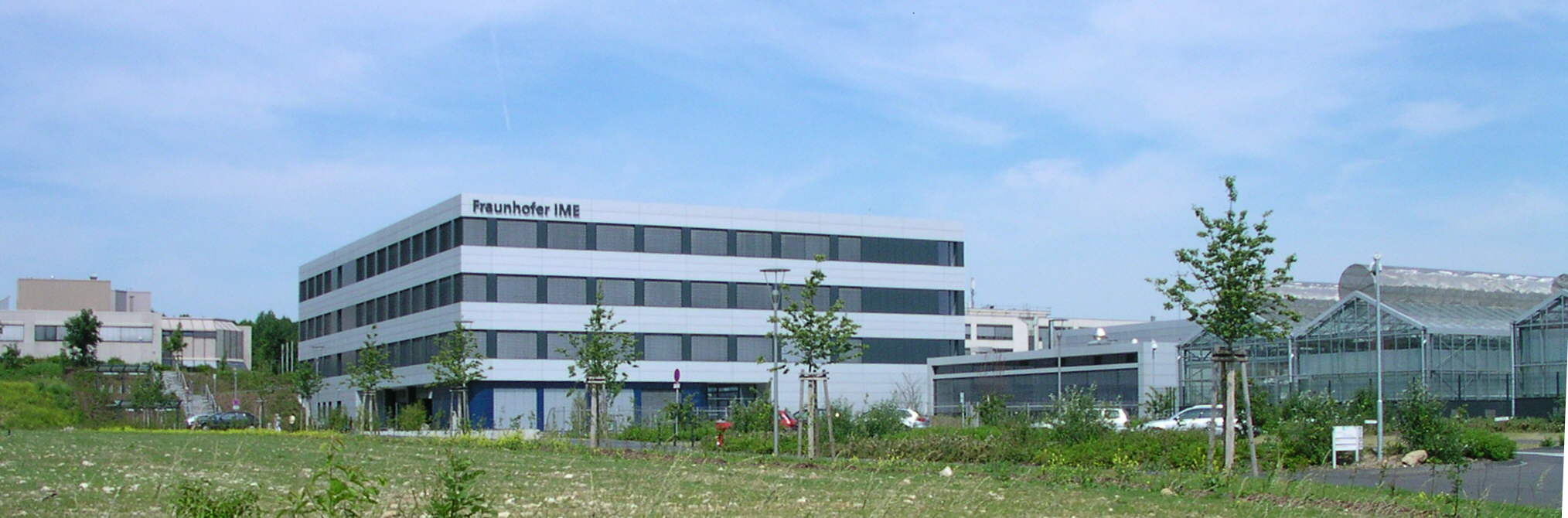
Fraunhofer-Institut für Molekularbiologie und Angewandte Oekologie (IME).

Quatre laboratoires de la Fraunhofer-Gesellschaft sont implantés dans le campus :
- Fraunhofer-Institut für Angewandte Informationstechnik (FIT) ;
- Fraunhofer-Institut für Lasertechnik (ILT) ;
- Fraunhofer-Institut für Produktionstechnologie (IPT) ;
- Fraunhofer-Institut für Molekularbiologie und Angewandte Oekologie (IME).

### Scientométrie
La RWTH est très connue à l'échelle internationale et possède une bonne réputation auprès des industries allemandes. Elle reçoit le plus d'investissements parmi les universités allemandes et est régulièrement en haut du classement national pour le domaine de l'ingénierie. Dans les sciences naturelles, la chimie arrive souvent en tête. En 2009, le classement des universités produit par le magazine Wirtschaftswoche a montré que les chefs des 500 plus grandes entreprises allemandes ont choisi la RWTH en première place pour l'électrotechnique, l'informatique, le génie mécanique, les sciences naturelles et l'ingénierie économique. La RWTH a également atteint la première place avec l'université de technologie de Darmstadt en 2010.
En 2007, la RWTH a été reconnue « université d'excellence » pour son concept d'avenir RWTH 2020: Meeting Global Challenges. Elle fait ainsi partie des neuf universités allemandes labellisées d'excellence.
Au niveau international, la RWTH se situe en 2010 à la 182e place selon le classement publié par Times Higher Education.

## Enseignement

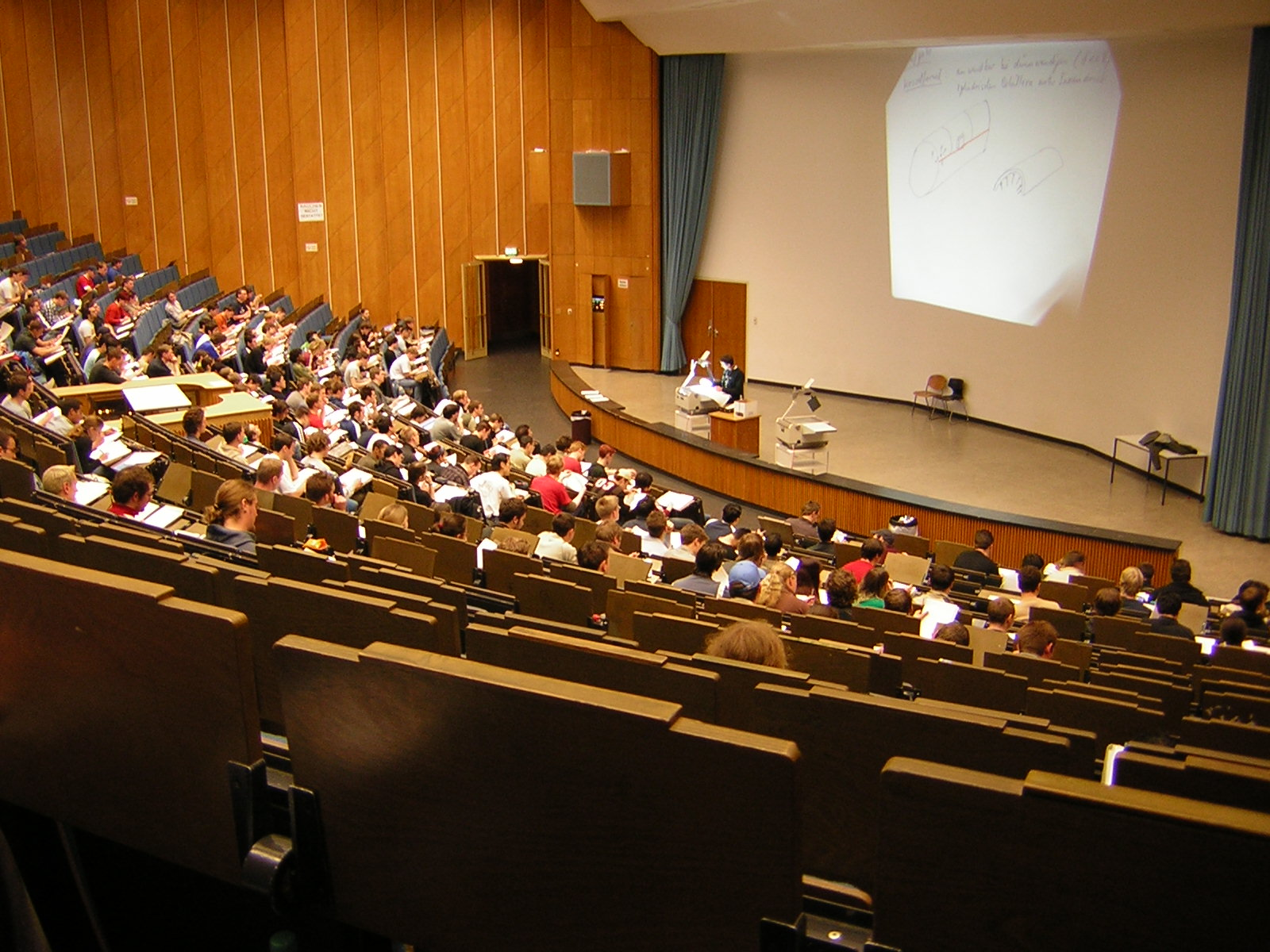
Audimax, pouvant accueillir 1420 personnes.

La RWTH propose 41 bachelors et 49 masters. Elle dispose également d'une école d'enseignement supérieur axée sur l'ingénierie informatique et d'une école doctorale.
La formation en sciences comprend des cursus classiques et interdisciplinaires, dont :
- sciences naturelles : biologie, biotechnologie moléculaire et appliquée, chimie, mathématiques, physique, sciences de la Terre appliquées, sciences des matériaux ;
- économie et communication : business administration, géographie appliquée, mobilité et trafic, techniques des communications ;
- ingénierie et bâtiment : architecture, électrotechnique, génie civil, techniques de l'information et informatique technique, génie mécanique, gestion des géoressources, ingénierie écologique, ingénierie économique, ingénierie en matières premières, ingénierie en recyclage, techniques des matériaux ;
- informatique : computational engineering science, informatique ;
- psychologie : logopédie, psychologie.

L'enseignement en médecine est assuré par la faculté de médecine, avec 53 matières proposées. Les cours ont principalement lieu au centre hospitalier universitaire.
Les lettres et sciences humaines comprennent l'anglistique, la géographie, la germanistique et la littérature, l'histoire, l'histoire de l'économie, la linguistique et la science de la communication, la philosophie, les sciences politiques et la sociologie. La formation des enseignants est rattachée à la faculté de philosophie.
Le centre linguistique (Sprachzentrum) propose des cours d'allemand pour les étudiants étrangers ainsi que des cours d'anglais, arabe, chinois, coréen, espagnol, français, grec moderne, néerlandais, norvégien, italien, japonais, portugais et russe.
Enfin, des cours spécifiques sont aussi proposés aux lycéens et aux personnes âgées.

## Vie étudiante

### Étudiants
Lors du semestre d'hiver 2008/2009, plus de 30 000 étudiants se sont inscrits dans 101 cursus. Avec environ 30 000 étudiants à l'université technique de Berlin et 33 000 à l'université technologique de Dresde, la RWTH fait partie des trois plus grandes universités techniques allemandes. Plus de 5 600 nouveaux inscrits débutent chaque année leurs études à la RWTH, dont 3 500 vont jusqu'au bout de leurs études et six cents obtiennent un titre de docteur. 76 % des étudiants viennent de Rhénanie-du-Nord-Westphalie, 12 % du reste de l'Allemagne et 12 % de l'étranger, en particulier de Chine, Turquie, Luxembourg, Belgique, Bulgarie, Iran, Cameroun et Russie. La plupart des étudiants suit un cursus d'ingénieur (49 %) ou de sciences naturelles et mathématiques (25 %). Les cursus suivants sont les lettres, les sciences humaines et sociales et les sciences économiques (17 %), et la médecine (9 %). Pour l'année universitaire 2010/2011, environ 14 000 étudiants étaient inscrits en bachelor, 2 900 en master, 8 400 en Diplom (cursus débuté avant l'application du processus de Bologne), 2 200 suivaient une formation à l'enseignement et 3 600 étaient inscrits en thèse.

### Frais de scolarité
La RWTH est une université de l'État de Rhénanie-du-Nord-Westphalie, qui décide donc des frais de scolarité et des bourses.
À partir du semestre d'hiver 2006/2007, tout étudiant inscrit doit payer des frais de scolarité (Studiengebühr) de 303,24 € (en 2022) par semestre. Les frais de scolarité servent à financer un programme d'amélioration de l'enseignement et des conditions d'études, qui doit être soumis à l'approbation des étudiants. Ces frais de scolarité ont été annulés en 2011.
Aux frais de scolarité s'ajoutent ceux de l'inscription et des frais sociaux, estimés à 176 € pour le semestre d'été 2006 et 193 € pour le semestre d'été 2009. Ces frais comprennent en 2009 un abonnement au bus de l'ASEAG estimé à 89,50 €, un NRW-Ticket permettant de voyager gratuitement dans les moyens de transports régionaux (train, bus, métro, tramway) de toute la région de Rhénanie-du-Nord-Westphalie (37,10 €), 1 € pour les Fachschaft ainsi que 5,90 € pour l'AStA (Allgemeine Studierendenausschuss), et d'autres initiatives comme la radio universitaire, Hochschulradio Aachen, et l'association Uni&Kind e.V. qui facilite la garde des enfants pour les parents étudiants.

### Activités sportives

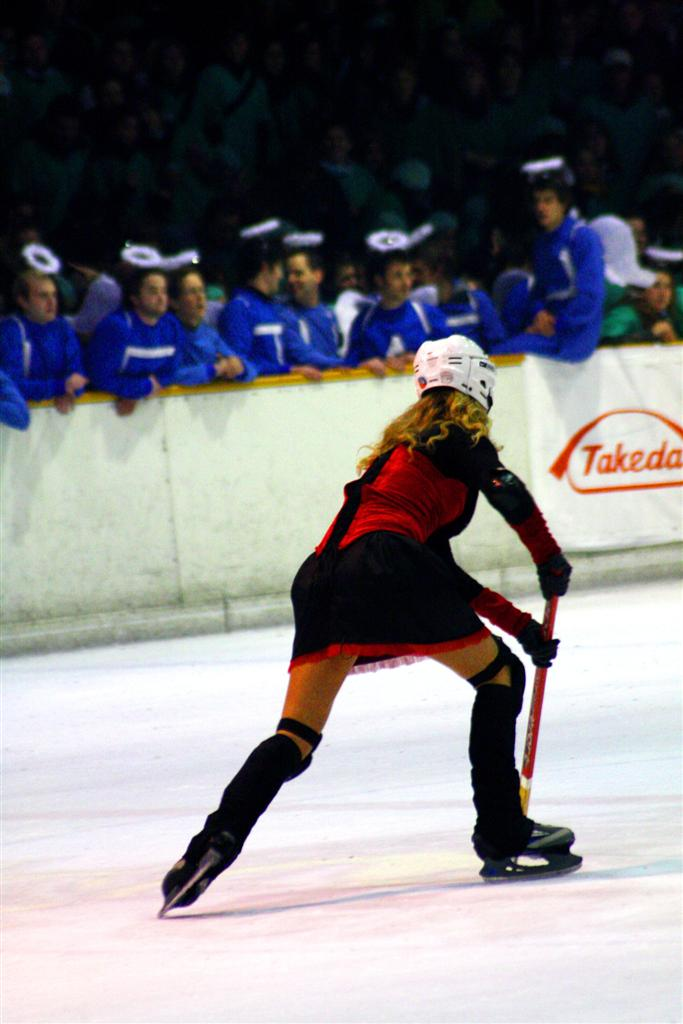
Uni-Cup, 2009.

Les activités sportives sont coordonnées par le Hochschulsportzentrum. Plus de 90 cours réguliers sont proposées, ainsi que des workshops et excursions sportives. Le Hochschulsportzentrum met à la disposition des étudiants et des employés plusieurs équipements, comme un stade, une Finnenbahn autour du stade (piste de course boisée), une salle de musculation, plusieurs salles de gymnastique, une piscine et un sauna. L'utilisation des équipements d'extérieur est gratuite, la participation aux cours est payante. Les employés de l'université doivent de plus acheter une carte semestrielle (25 €, en 2011) pour pouvoir s'inscrire aux cours.
Plusieurs évènements sont organisés au cours de l'année, dont :
- le Galaball, un bal de gala qui se tient en novembre. Créé à la fin des années 1980 comme bal de clôture du cours de danse, cet évènement est devenu un bal de gala s'étendant à toute l'université en 1995[36] ;
- l'Eishockey Uni-Cup, créée en 1988, est une compétition de hockey sur glace entre les facultés de génie mécanique, électrotechnique et médecine, qui a lieu en décembre dans la patinoire du complexe sportif près du Neuer Tivoli[37] ;
- le Hochschulsportshow est une soirée de représentations de plusieurs groupes de sport qui existe depuis 1973. Il se déroule en février[38] ;
- le RWTH FH Sports Day, qui a lieu généralement fin mai ou début juin, existe depuis la fin des années 1960 sous le nom de Hochschulsportfest. Les cours sont annulés ce jour-là pour permettre aux étudiants d'y participer. Au départ bi-annuel, cet évènement s'est scindé par la suite en Hochschulsportshow au semestre d'hiver et RWTH FH Sports Day au semestre d'été. Depuis 2007 est organisée ce même jour une compétition sportive entre les équipes des différents laboratoires de recherche. La participation à cet évènement est ouverte aux inscrits à la RWTH et à la FH Aachen (en)[39] ;
- le Lousberglauf, qui se déroule généralement début juillet, est une course à pied ouverte à tous, sur 5 555 m, qui démarre au pied du Lousberg (la plus haute colline d'Aix-la-Chapelle), passe par son sommet et retourne au point de départ. Cette course est organisée depuis 1990. En 2011, 2 000 personnes y étaient inscrites et 1 870 y ont participé[40],[41].

### Activités culturelles
La RWTH-Wissenschaftsnacht 5 vor 12 est une soirée à thématique scientifique gratuite qui a lieu le deuxième vendredi de novembre dans plusieurs bâtiments de l'université. Elle est organisée depuis 2003 et s'adresse à tout public.
Le Collegium Musicum est l'orchestre de la RWTH, constitué principalement d'étudiants et d'enseignants de l'université. Plusieurs concerts sont donnés régulièrement au cours de l'année, en particulier à la fin des semestres.
Le Filmstudio est un club de cinéma dirigé par des étudiants, qui diffuse des films chaque semaine dans le bâtiment principal de l'université et dans le hall Kármán. L'entrée varie entre trois et cinq euros, en 2011. Une diffusion devenue culte est celle du film Die Feuerzangenbowle, pour laquelle plusieurs amphithéâtres et salles de cours sont utilisés et qui accueille environ 6 000 spectateurs chaque année en novembre.
La radio universitaire, Hochschulradio Aachen, diffuse musique, informations et émissions thématiques. Elle est animée par une équipe d'étudiants.